# Svendborgs kommun
Svendborgs kommun är en kommun i Region Syddanmark i Danmark. Kommunen omfattar ett område på den sydöstra delen av ön Fyn samt ett antal närliggande öar som Tåsinge, Thurø, Drejø och Skarø. Staden Svendborg utgör kommunens centralort.
Före kommunreformen 2007 tillhörde Svendborgs kommun dåvarande Fyns amt.

## Administrativ historik
Svendborgs kommun upprättades den 1 april 1970, som en del av kommunreformen 1970, genom en sammanslagning av Svendborgs stad och de fem landskommunerna Egense, Skårup, Thurø, Tved och Tåsinge. Kommunen hade 35 650 invånare vid upprättandet. Tåsinge landskommun hade då bildats inför kommunreformen genom en frivillig sammanslagning av de tre landskommunerna Bjerreby, Bregninge och Landet på ön Tåsinge.
I samband med kommunreformen 2007 utvidgades kommunen genom en sammanslagning med Egebjergs och Gudme kommuner, båda tillhörande Fyns amt.

### Upphörda kommunvapen inom den nuvarande kommunen

Egebjergs kommun (1972–2006)
Gudme kommun (1971–2006)
Svendborgs kommun (1938–2008)
Thurø landskommun (1966–1970)

## Socknar
1. Hundstrups socken
2. Stenstrups socken
3. Lunde socken
4. Gudbjergs socken
5. Gudme socken
6. Hesselagers socken
7. Kirkeby socken
8. Brudagers socken
9. Oure socken
10. Ulbølle socken
11. Vester Skerninge socken
12. Ollerups socken
13. Øster Skerninge socken
14. Egense socken
15. Sørups socken
16. Tveds socken
17. Skårups socken
18. Vejstrups socken
19. Sankt Jørgens socken
20. Sankt Nikolajs socken
21. Vor Frue socken
22. Fredens socken
23. Bregninge socken
24. Thurø socken
25. Drejø socken
26. Landets socken
27. Bjerreby socken
28. Lundeborgs socken

## Borgmästare
- Lars Erik Hornemann, 1 januari 2007–31 december 2009
- Curt Sørensen, 1 januari 2010–31 december 2013
- Lars Erik Hornemann, 1 januari 2014–31 december 2017
- Bo Hansen, 1 januari 2018–

Denna lista hämtas från Wikidata. Informationen kan ändras där.